# Kapla (speelgoed)

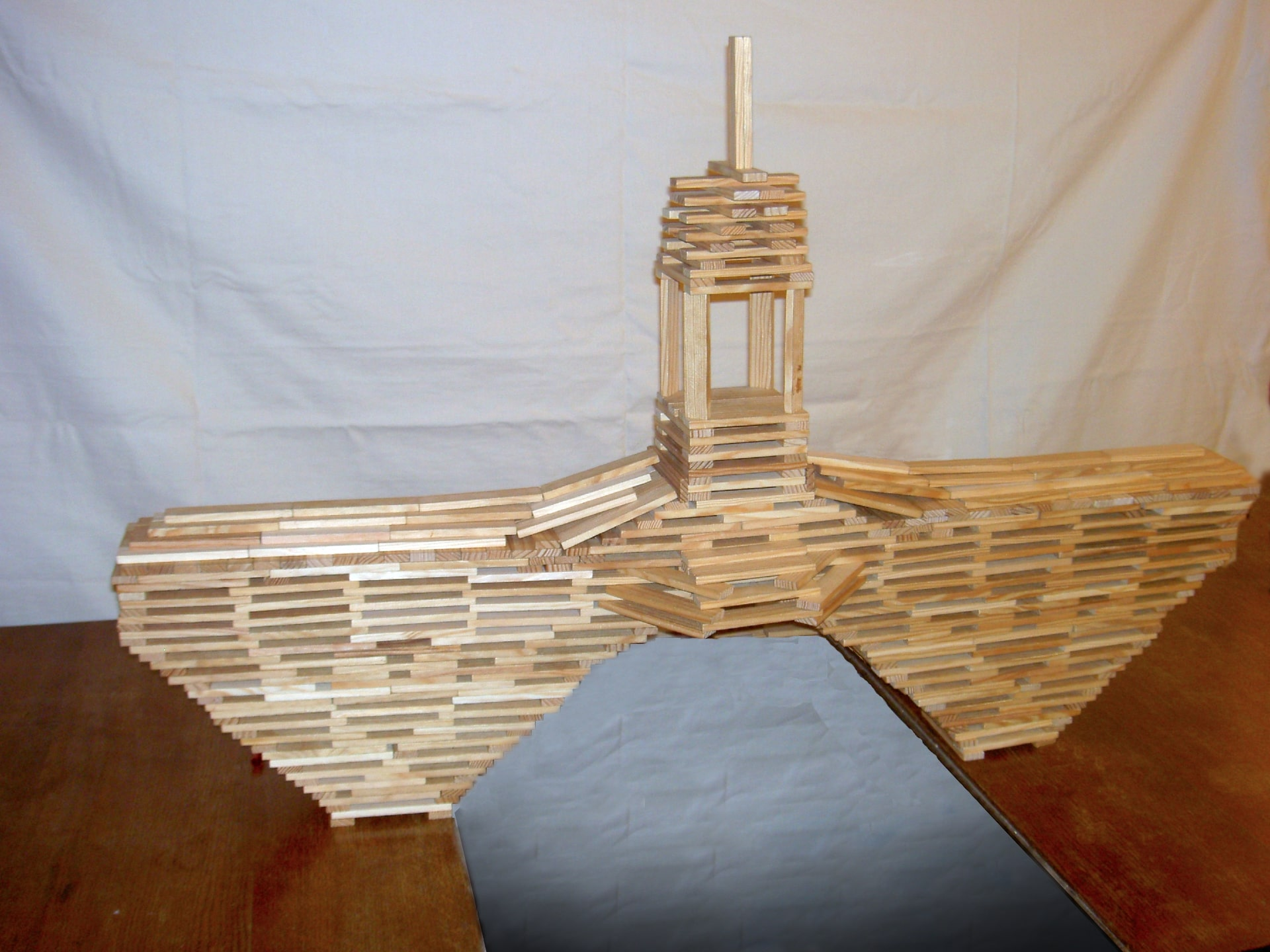
Kapla-gebouw

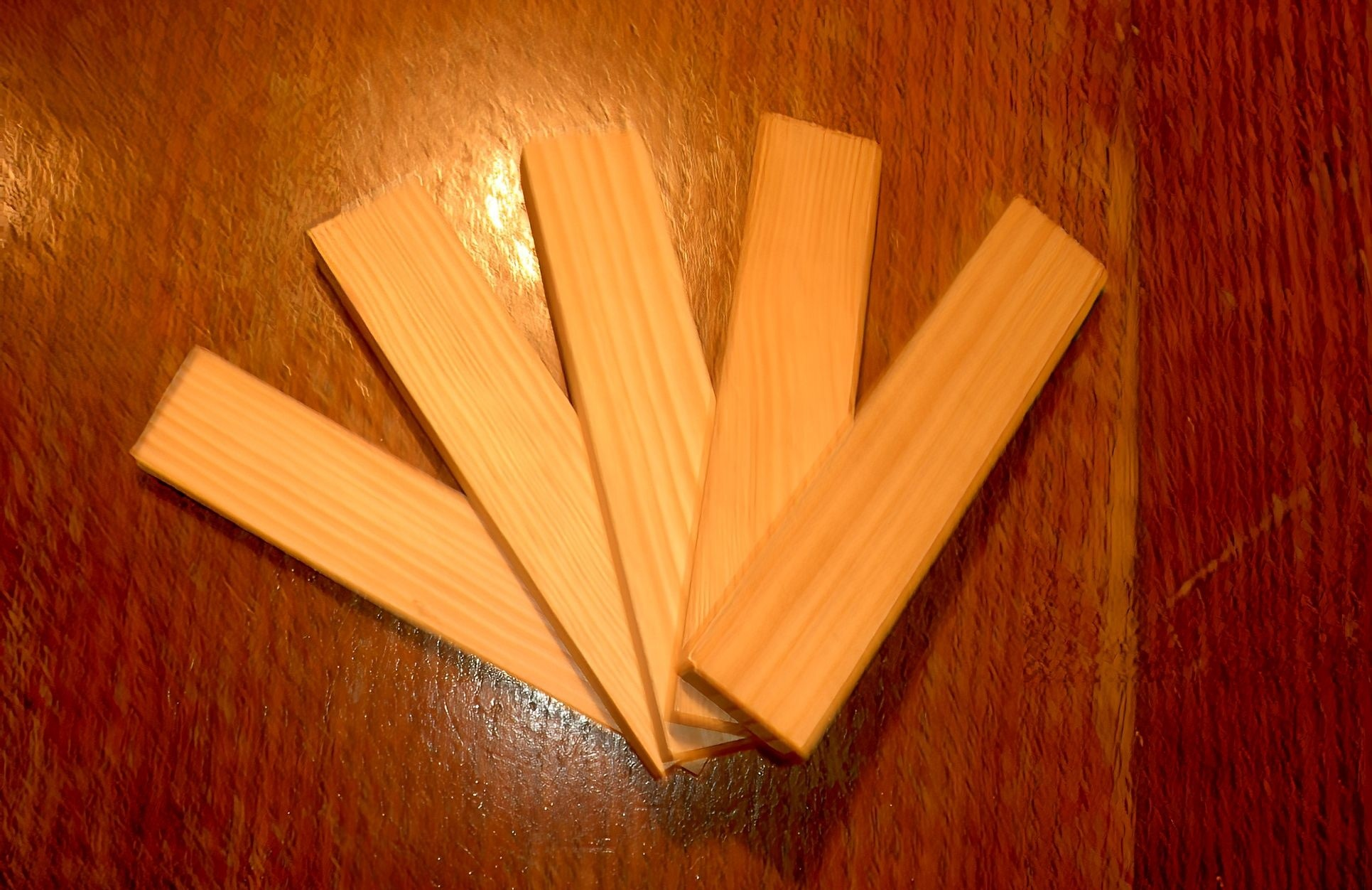
Kapla-blokjes

Kapla is het houten speelgoed van het gelijknamige merk. De houten blokjes worden gebruikt voor onder andere modelbouw. Elk blokje heeft een identieke grootte en vorm in de verhouding van 15:3:1.

## Afkomst en vorm
Het idee voor Kapla ontstond rond 1985 toen de Nederlandse kunsthistoricus en antiekhandelaar Tom van der Bruggen naar Frankrijk verhuisde en zocht naar een vorm voor een blokje om er een kasteel op schaal mee te bouwen. De naam Kapla komt van het het woord kabouterplankjes.
Anders dan vele andere bouwspellen, zijn alle plankjes precies hetzelfde. De precisie maakt het mogelijk om grotere gebouwen te maken (het gebouw op de foto is uit 800 plankjes gebouwd). Elk plankje is een balk in de verhoudingen 15:3:1. De afmetingen zijn 11,7 x 2,34 x 0,78 cm (L × B × H).
De plankjes zijn van grenenhout en onbewerkt, hoewel er ook plankjes in kleur verkrijgbaar zijn.

## Commerciële verkrijgbaarheid
Kapla is te koop in dozen van 20, 40, 100, 200, 280 en 1000 plankjes. De sets bevatten verschillende ideeënboekjes, maar stap-voor-stapgidsen zitten er niet bij.
De doelgroep is vooral kinderen. In Nederlandse en Franse scholen en kinderopvang wordt Kapla als educatief speelgoed gebruikt. De vele mogelijkheden van het simpele plankje hebben ook veel volwassenen aangetrokken. Het speelgoed leent zich goed voor kinderen om hun creativiteit te verwerken in een bouwwerk.

## Foto's

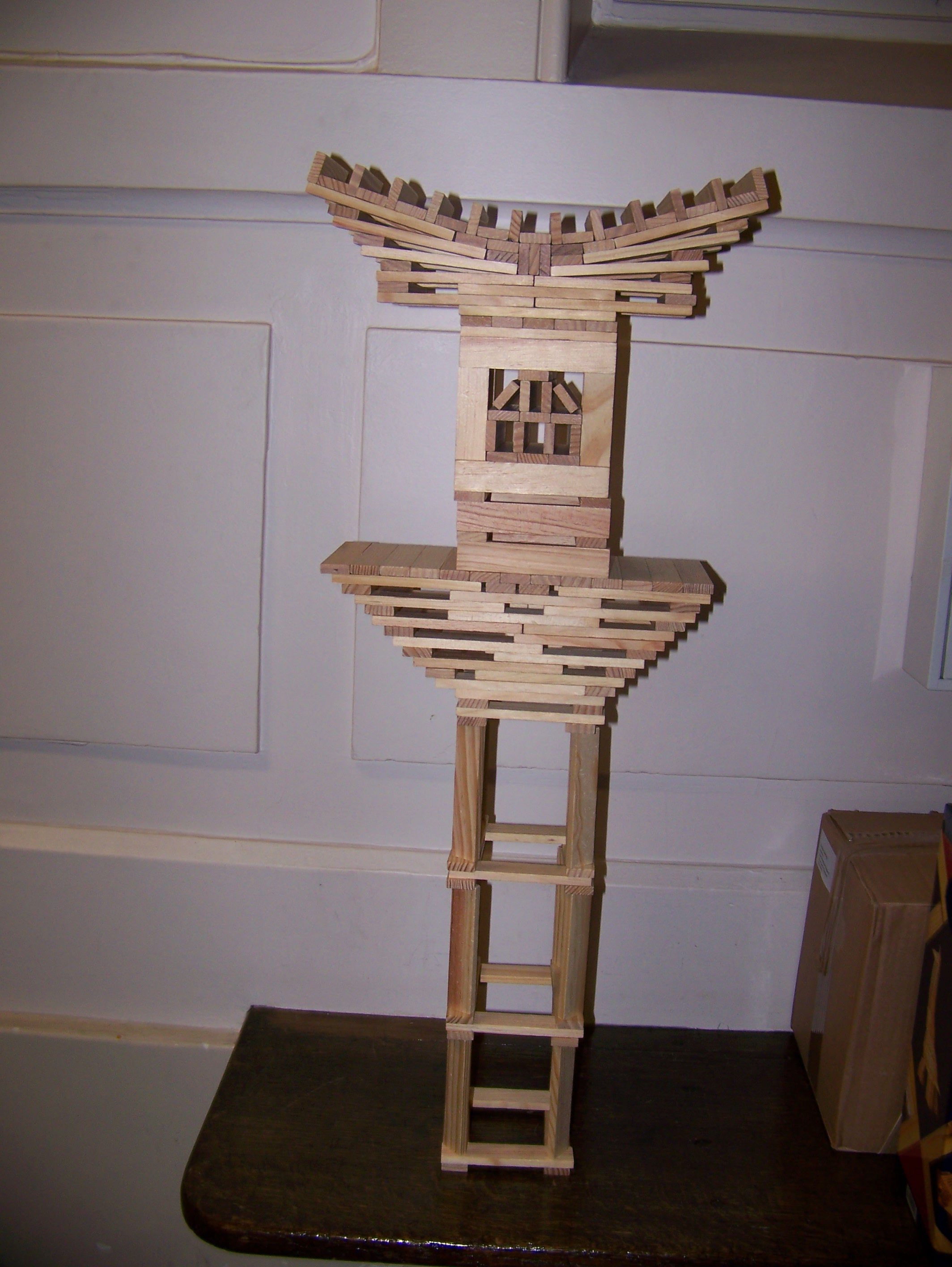
Een toren met een Chinees dak
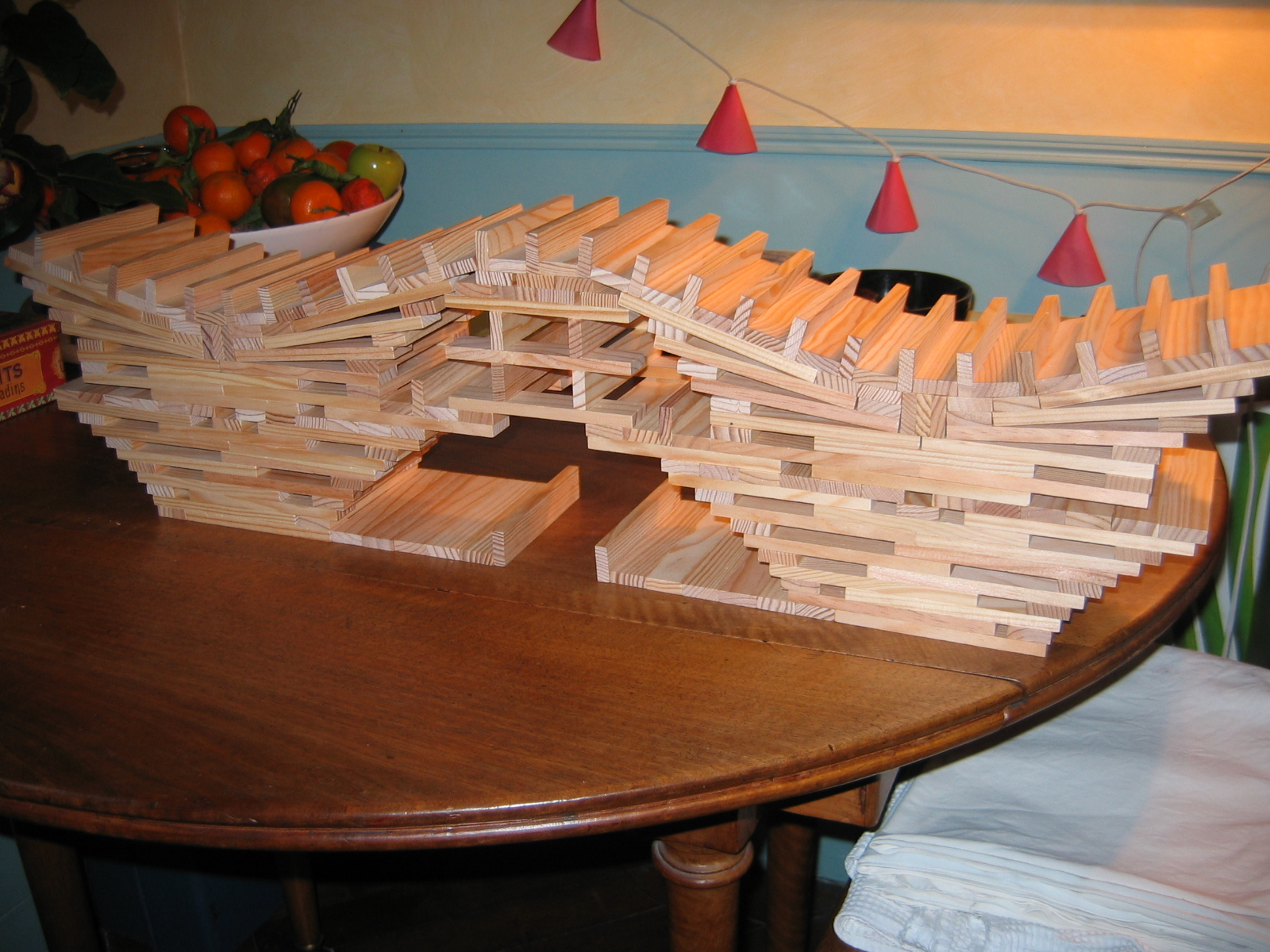
"Chinese Golf", een constructie gemaakt van twee Chinese daken, waardoor een golfvorm ontstaat.
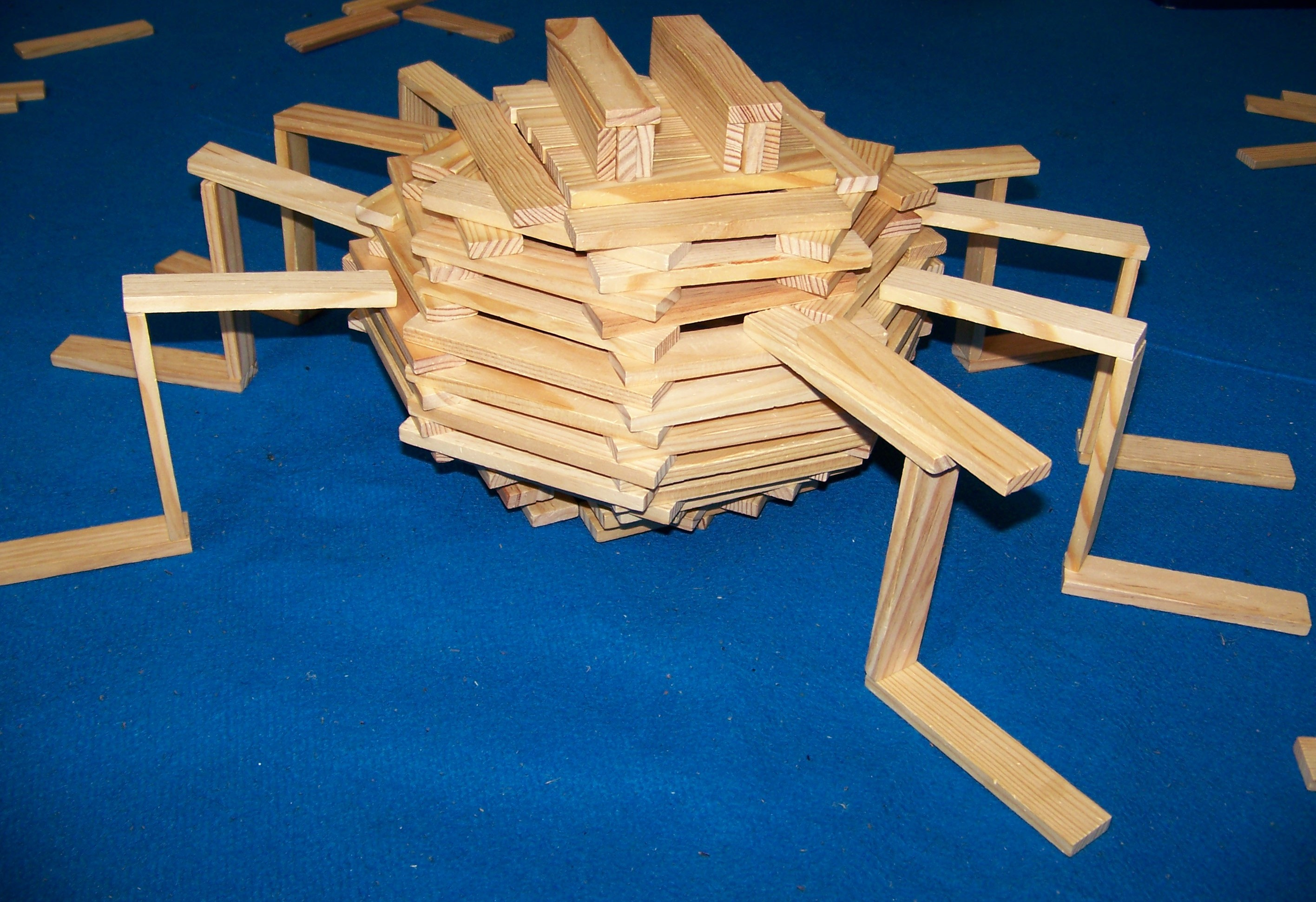
Een spin, gemaakt door een 8-jarig kind
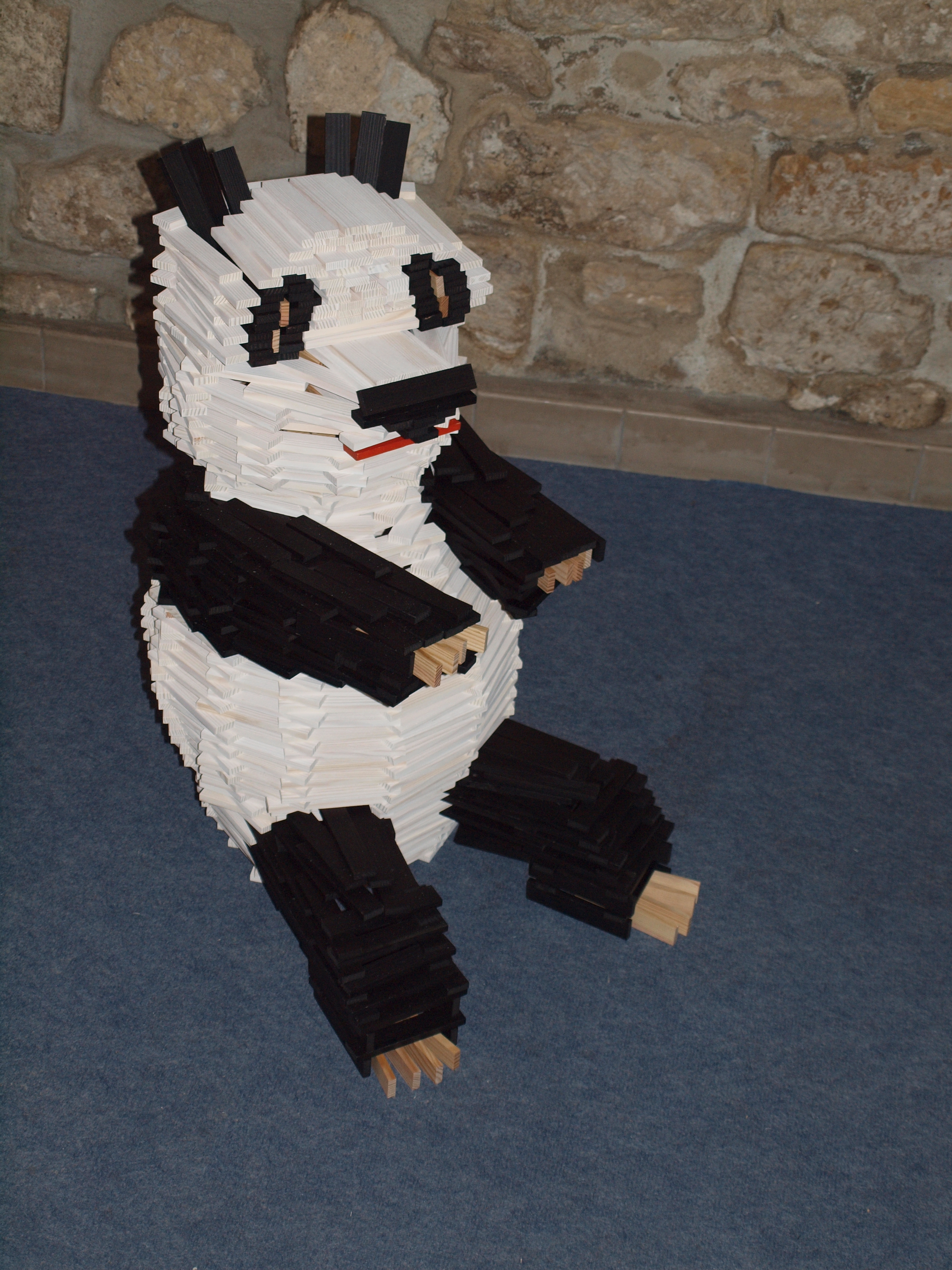
Panda door Marie-Pascale Marsaly.
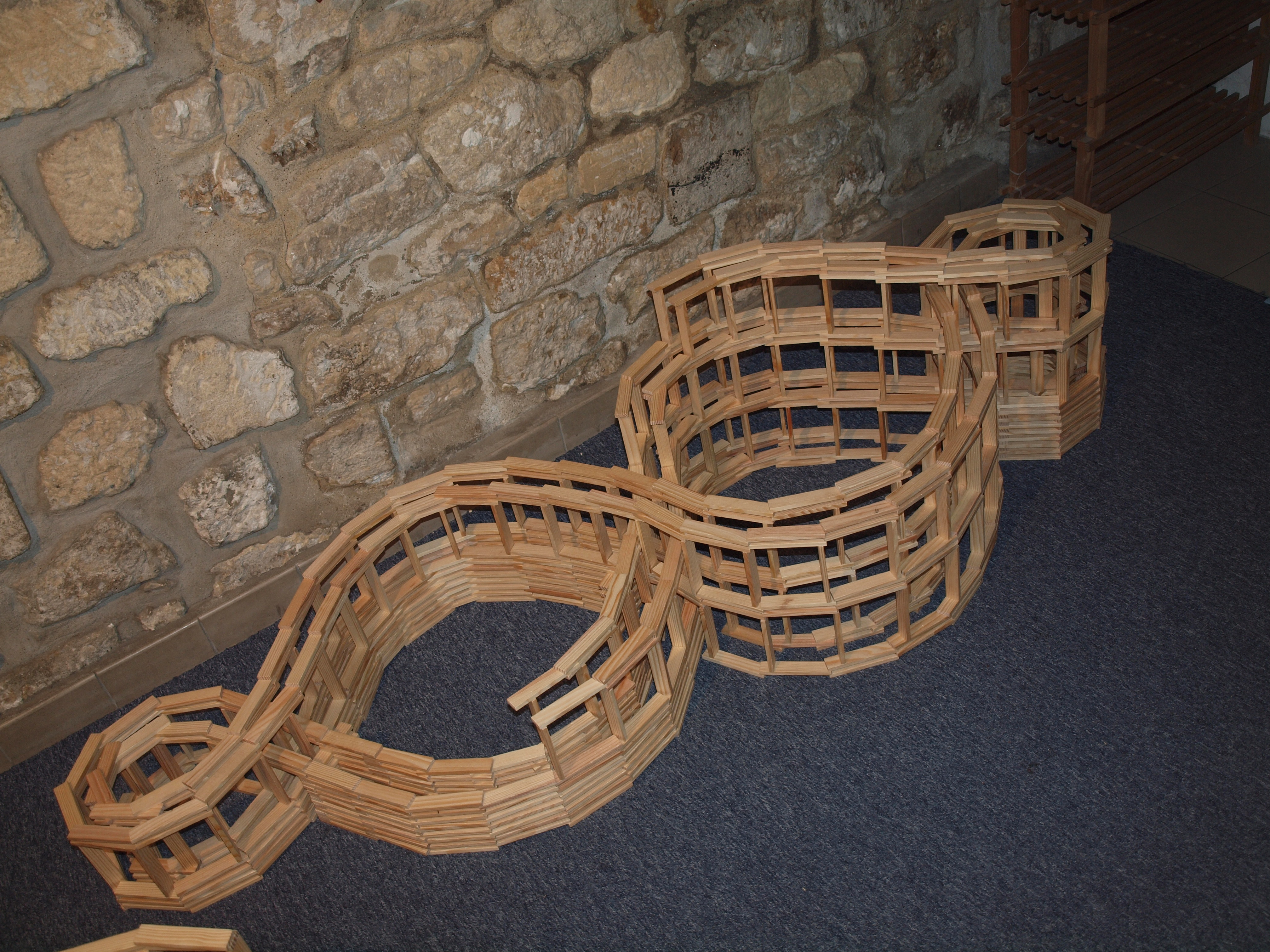
Door-elkaar-wevende torens
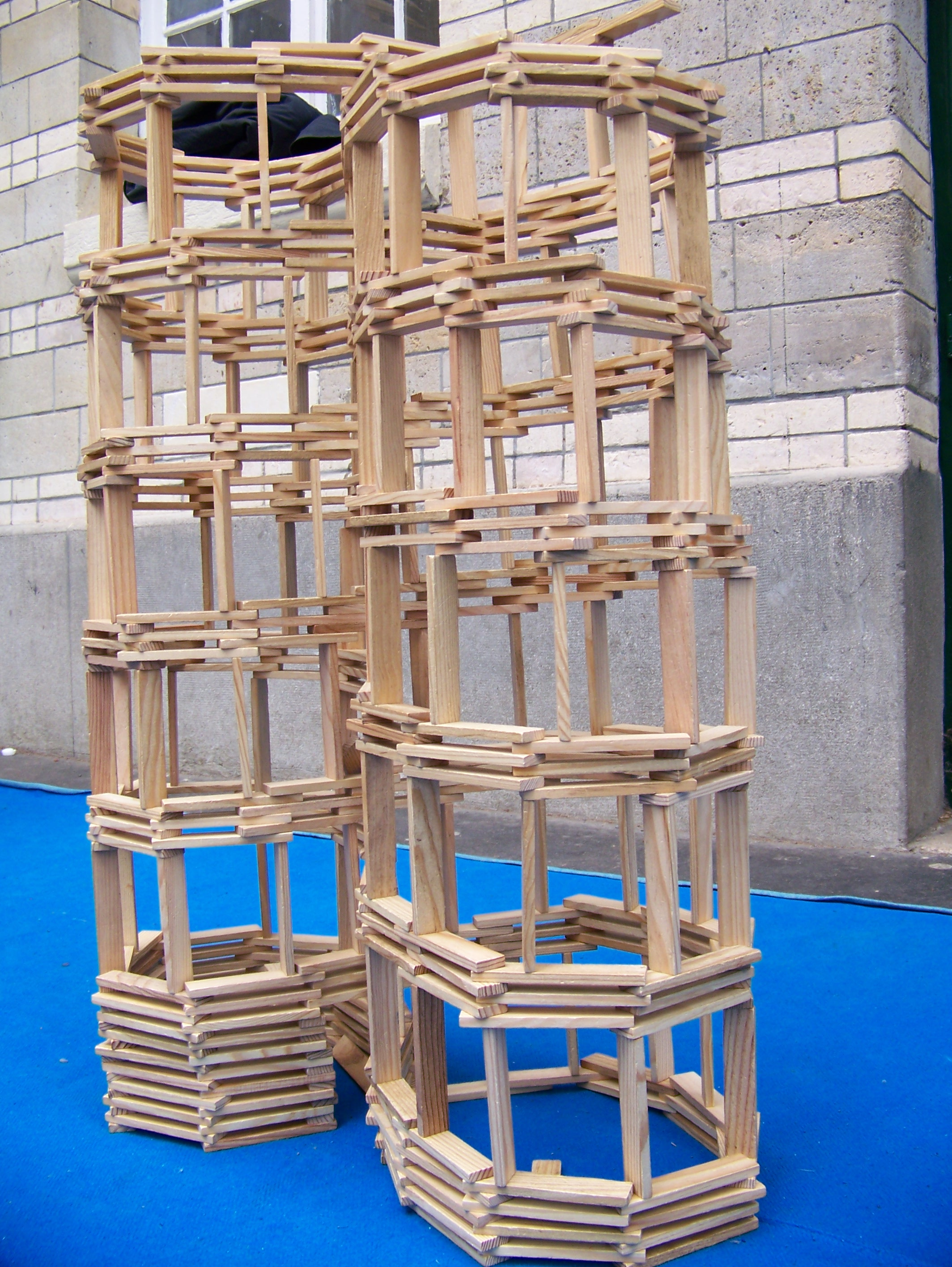
Door-elkaar-wevende torens, gemaakt door 3 kinderen van 7 en 8 jaar in Atelier Bleu (Parijs)